# Там простирается вуб
«Там простирается вуб» (англ. Beyond Lies the Wub) — научно-фантастический рассказ американского писателя Филипа Дика. Впервые опубликован в журнале Planet Stories в июле 1952 года. Вошёл в сборники «The Preserving Machine» (1969) и «The Best of Philip K. Dick» (1977). В русских переводах рассказ публиковался под названиями «Вкус Уаба», «Вкус вуба», «Там простирается вуб» и «Роковой выстрел».
Это один из первых рассказов писателя. По его словам, читатели хорошо приняли рассказ и главный редактор журнала Джек О’Салливан заплатил ему 15 долларов. Дик говорил, что «вуб» — это его представление высшей формы жизни. В рассказе он, в частности, критикует чрезмерное потребительство некоторых американцев.

## Сюжет
Член экипажа космического корабля Петерсон купил у марсианских туземцев животное, похожее на свинью, которое они называют «вуб». Его собираются съесть во время полёта. Обнаруживается, что вуб обладает разумом и телепатией. Существо оказалось добродушным и склонным вести интеллектуальные беседы об искусстве, оно предлагает обсудить роль Одиссея в мифологии. Вуб против идеи съесть его, он пытается предложить демократическое голосование, говорит, что люди, несмотря на научные достижения, не могут решить этические проблемы.
Несмотря на протесты, капитан застрелил вуба и повар приготовил из его мяса блюдо. Во время обеда экипаж был подавлен, некоторые не притронулись к еде и вышли из-за стола. Однако капитан был в хорошем настроении, отметив великолепный вкус мяса. Внезапно он обратился к Петерсону, предложив продолжить беседу, начатую вубом. Петерсон с ужасом понимает, что сознание существа переместилось в тело капитана. Возможно, сам капитан оказался в теле вуба и был съеден.

## Критика
Это был первый опубликованный жанровый рассказ Филипа Дика, первоначально появившийся в журнале Planet Stories в июле 1952 года.
Брайан М. Стейблфорд заметил, что эта история «уже заключила в себе причудливую паранойю, которая характеризует почти все его работы в этом жанре». Ричард Блейлер также согласился с тем, что эта история указывает на «направление, в котором должна была развиваться его карьера».